# Matthias Walkner
Matthias Walkner   (Kuchl, 1 de setembre de 1986) és un pilot de raids austríac que competeix amb l'equip oficial Red Bull KTM al Ral·li Dakar. Antic pilot de motocròs, ha aconseguit èxits en ambdues modalitats: en motocròs, va guanyar el Campionat del món de la categoria MX3 el 2012; en raids, va guanyar el Campionat del Món de Ral·lis Cross-Country el 2015 i el Ral·li Dakar el 2018. Ha aconseguit també victòries en altres raids destacats, com ara al de Sardenya (2015) i al del Marroc (2017).

## Palmarès

### Campionat del Món de motocròs
Font:
| Any  | Motocicleta | MX3 | MX1 | MX2 |
| ---- | ----------- | --- | --- | --- |
| 2006 | KTM         | -   | -   | 60è |
| 2007 | KTM         | -   | -   | 44è |
|      |             |     |     |     |
| 2010 | KTM         | -   | -   | 23è |
| 2011 | KTM         | -   | 21è | -   |
| 2012 | KTM         | 1r  | -   | -   |
| 2013 | KTM         | 3r  | -   | -   |

### Ral·li Dakar
| Any  | Motocicleta   | Classificació | Etapes |
| ---- | ------------- | ------------- | ------ |
| 2015 | KTM 450 Rally | Retirat       | 1      |
| 2016 | KTM 450 Rally | Retirat       | 0      |
| 2017 | KTM 450 Rally | 2n            | 1      |
| 2018 | KTM 450 Rally | 1r            | 1      |
| 2019 | KTM 450 Rally | 2n            | 2      |
| 2020 | KTM 450 Rally | 5è            | 0      |